# Abidos (Pirenéus Atlânticos)
Abidos ou Abido é uma comuna francesa na região administrativa da Nova Aquitânia, no departamento dos Pirenéus Atlânticos. Estende-se por uma área de 3,08 km². Em 2010 a comuna tinha 228 habitantes (densidade: 74 hab./km²).